# 부스피론
부스피론(영어: Buspirone, 상품명으로 부스파 등이 사용된다)은 아자피론(Azapirone) 계열에 속하는 비습관성 항불안제로, 항 불안작용을 하는 Piperazine과 Azapirone과 화학적으로 비슷하나, 항우울 효과는 떨어지는 편이다. 부스피론은 1986년 브리스톨 마이어스 스퀴브가 미국 식품의약국의 인증을 받았으며, 국내 업체인 부광약품과 명인제약에서 생산하고 있지만, 2001년에 특허가 만료되어 제네릭 의약품으로 출시한 바 있다.

## 적응 증상
- 공황 발작이 있거나 없는 약하거나 중간 강도의 범불안장애(부스피론은 강박 장애나, 광장공포증이 있거나 없는 사회 공포증엔 효과가 없다.)
- 선택적 세로토닌 재흡수 억제제 치료에서, 우울증이나 불안을 억제함.
- 설치류에 대한 실험적 시도에서, 부스피론은 외상에 의한 뇌 부상 후 공간학습과 공간 기억력을 증대시키는 걸로 보였다. 이걸 바탕으로, 외상에 의한 뇌부상 환자들에게 임상적 관련이 있을 수 있다.[2]

## 벤조디아제핀류와의 비교
부스피론의 화학적 구조와 활동 경로는 다른 벤조디아제핀류와 다르지만, 의존성이 거의 없는 비습관성 항불안제이므로, 범불안장애에 쓰이는 디아제팜(발륨)과 비교될 정도로 효능이 좋다. 벤조디아제핀계열과 다른 부스피론은 잠재적인 중독과 의존도, 그리고 내성도를 보이지 않는다. 게다가 벤조디아제핀, 바르비투르약제, 술, 그리고 다른 GABA에 작용하는 약에 대한 교차내성도 보이지 않는다. 또한, 진정작용, 인지기능저하도 보이지 않으며 좋은 부작용 측면을 보여주고 있다.
부스피론의 중요한 단점은, 두드려진 항불안 효과가 나타날때까지 몇주일동안 계속 복용해야 된다는 점이다. 많은 환자들은 치료효과를 보기 위해 높은 양을 투여받는데, 느리게 매일 5mg씩, 혹은 60mg씩 증가해 나간다. 이점은 벤조디아제핀계를 먼저 처방받은 환자들이 즉각적인 불안제거 효과를 인지하면서, 처방하기가 어렵게 된다. 그럼에도 불구하고, 벤조디아제핀계통은 불안 장애와 공황 발작의 첫 번째 치료약으로 많이 쓰인다. 부스피론이 벤조디아제핀계 치료를 몇 주 동안 지속한 환자들이 고려하지만, 부스피론이 금단 효과를 중화시킬 생각을 가져서는 안된다.
뇌에서 두 약품의 작동경로를 보자면, 벤조디아제핀 계통은 GABAA 수용기의 양성 알로스테릭 조절기(Positive Allosteric Modulators, PAMs)이고, 부스피론은 세로토닌 수용체의 길항제 역할을 하기 때문에 서로 다르다. 이점은 부스피론이 단기적 벤조디아제핀 금단 현상의 완화 또는 감소에 영향을 줄 수 있는 항불안제가 아니라는 점이 중요하다.

## 약리학
부스피론은 5-HT1A|5-HT1A 세로토닌 수용기의 부분적 효능제(agonist)이다. 부스피론은 항불안적인 면과 항우울적인 면을 조정한다고 생각되고 있다. 게다가, 부스피론은 도파민 수용체 (D2, D3, D4)의 부분적 억제제이며(antagonist), 그리고 α1, α1D-아드레날린 수용체의 약한 길항제(agnoist)으로 작용이 알려져 있다. 일반적인 항불안제로서의 사용이 그다지 달갑지만은 아닐 뿐 아니라, 여럿 부작용에도 미치는 영향이 크다고 볼 수 있다.

## 부작용
부스피론의 부작용은 다음과 같다:
- 빈번하게 일어나는 부작용 : 혼란, 두통, 신경과민, 흥분, 현기증, 메스꺼움, 구토증상
- 종종일어나는 부작용 (>1%) : 졸음, 불면증, 집중력 감퇴, 혼란, 우울증, 위장 장애, 손발저림, 운동협응의 부진, 진전, 시각장애, 이명, 피로, 근육 약화, 협심증, 인후염, 심빈박, 구강 건조, 근육 통증 그리고/혹은 관절통
- 드물게 일어나는 부작용 : 알레르기 반응, 피하출혈, 추체외로 증후군, 환각, 정신이상, 운동실조, 졸도, 기절, 시야 협착, 요폐, 탈모, 가려움, 핫 플래시 증상.

종종 일어나는 부작용이 보고되었지만, 위약에 비해 자주 일어나진 않는다. 또한 드물게 일어나는 부작용은 환자로부터 향상된 의미로 보고되었다. 드물게, 부스피론의 부작용은 위험하거나, 강렬할 수 있다. 일부는 치료를 계속하면서 사라지거나, 용량의 조절로 줄일 수 있다.

## 상호작용
- 자몽, 자몽주스, 자몽 추출액: 혈장 내 부스피론 수치의 급격한 증가가 보였다.[6]
- 할로페리돌: 혈장내의 할로페리돌 수치의 증가.
- 리팜핀: 혈장내 부스피론 수치가 낮아진다.

## 오남용 및 의존성
부스피론은 비습관성 항불안제이므로, 잠재적인 오남용 혹은 정신적인 의존성이 알려지지 않았다.